# Mononchus longicaydatus
Mononchus longicaydatus är en rundmaskart som beskrevs av Nathan Augustus Cobb 1893. Mononchus longicaydatus ingår i släktet Mononchus och familjen Mononchidae. Inga underarter finns listade i Catalogue of Life.